# Arany Pálma
Az  Arany Pálma (franciául: Palme d'or) a Cannes-i fesztivál legnagyobb értékű díja, melyet a hivatalos válogatás nagyjátékfilm versenyének győztes alkotásának ítélnek oda. A díjat a film rendezője veheti át a díjkiosztó gála fénypontjaként.

## Története
1954-ig a fődíjat „A Nemzetközi Filmfesztivál Nagydíja” elnevezéssel adták át. A fesztivál szervezőbizottsága 1954. végi ülésén határozta el, hogy az addigi – inkább a rendezőt, mint a filmet elismerő – Nagydíj helyett, amelyet mindig egy fiatal kortárs festőművész vagy szobrász készített el, a film feltalálásának 60. évfordulóján rendezett filmseregszemlén egy arany pálmaágat adnak át a legjobb film alkotóinak. Az ötlet Cannes városának címermotívumából származik. A szervezők pályázatot írtak ki a legnevesebb ékszerészek részére, melyet Lucienne Lazon nyert meg. Az ékszerésznő szobrász barátját, Sébastien-t kérte fel a pálmaág megrajzolására. (Nem helytálló az a máig élő legenda, amely Jean Cocteau-nak tulajdonítja a pálmaág megtervezését.)
A fesztivál logójává vált Arany Pálma az évek során kissé átalakult. Az első változat egy függőleges pálmaág volt, melynek ferdén metszett vége szívalakot formázott. A 24 karátos aranyból készült ágat terrakotta talpazaton helyezték el, melyet Sébastien készített. A talpazat formája előbb kerekített volt, majd egyre szögletesebb lett, míg végül 1984-től piramis-alakúvá vált. A díj részére vörös dobozt készítettek a rendkívül ritka fehér gímszarvas bőréből.
1992-ben Thierry de Bourqueney újrarajzolta a pálmaágat és a talpazatot is, amely ekkortól csiszolt kristály lett. 1997-ben Caroline Scheufele, a svájci Chopard ékszerészet elnöknője modernizálta a Pálmát, amelyet a cég azóta minden évben ingyen szállít. A 24 karátos Arany Pálmát 40 munkaóra ráfordítással, viaszforma kézi kiöntésével készítik el, majd egy csiszolt kristály párnára illesztik. Az elkészült remeket kék bőr ékszertartóba helyezik.
1963-ig kilenc alkalommal ítélték oda az Arany Pálmát. 1964-ben a fesztivál szervezői úgy döntöttek, hogy – a pálmaágat megtartva – ismét Nagydíj, illetve 1969-től A Fesztivál Nemzetközi Nagydíja néven részesítik elismerésben a legjobb filmet. 1975-től napjainkig újra Arany Pálmával jutalmazzák a legjobb alkotásokat. Mindezek ellenére gyakorlatilag Arany Pálma névvel illetik az összes átadott cannes-i fődíjat.
1997-ben – az 50. fesztiválon – egy külön zsűri tekintette át az eltelt félévszázad versenyfilmjeit, hogy azon kiemelkedő alkotások rendezői közül, akik sohasem nyerték el az Arany Pálmát, kiválasszanak egyet, aki megkapja a Pálmák Pálmáját. A díjat Ingmar Bergmannak ítélték. A művész távollétében lánya, Linn Ullmann vette át az elismerést, huszonnyolc arany pálmás rendező jelenlétében. A fesztivál vezetése ezt követően is ítélt oda alkalomszerűen életműdíjat, különféle elnevezéssel, 2011-ben viszont rendszeressé tette. Lásd: Tiszteletbeli Pálma.

## A díj odaítélése
A fesztivál története során több alkalommal is osztottak ki Arany Pálmát más jelentősebb díjjal együtt (legjobb rendezés díja, legjobb női és férfi alakítás díja stb.). A 2000-es évek elején a fesztivál vezetése úgy döntött, hogy a Nagydíj és a legjobb rendezés díja mellett az Arany Pálma sem járhat együtt másik jelentős elismeréssel. Ugyanígy nem lehet két alkotást győztesként jutalmazni. A megkötés csak a hivatalos válogatás díjaira vonatkozik, azokra nem, amelyekkel több szekció filmjeit is elismerhetik (Arany Kamera, FIPRESCI-díj, ökumenikus zsűri díja).
A díj alapítása óta két alkalommal vehetett át nő Arany Pálmát: 1993-ban Jane Campion, 2021-ben pedig Julia Ducournau.
2013-ban a fesztivál történetében először ítélték oda az Arany Pálmát a filmrendezőnek és az alkotás két főszereplőjének: a zsűri úgy ítélte meg, hogy a nyertes Adèle élete sikeréhez egyenrangúan járult hozzá Abdellatif Kechiche rendező művészi munkája, és a két főhőst alakító Adèle Exarchopoulos és Léa Seydoux színészi teljesítménye.
2022-ig a következő filmrendezők vehették át két ízben a fődíjat:
Nagydíjat
Alf Sjöberg (1946, 1951)
Arany Pálmát
1. Francis Ford Coppola (1974, 1979)
2. Imamura Sóhei (1983, 1997)
3. Emir Kusturica (1985, 1995)
4. Bille August (1988, 1992)
5. Jean-Pierre Dardenne (1999, 2005)
6. Luc Dardenne (1999, 2005)
7. Michael Haneke (2009, 2012)
8. Ken Loach (2006, 2016)
9. Ruben Östlund (2017, 2022)

Magyar nagyjátékfilm még nem részesült ebben az elismerésben; 1947 és 2022 között a hivatalos válogatásba meghívott 44 magyar alkotás egyike sem kapta meg a fődíjat.

## Díjazottak

### A Nemzetközi Filmfesztivál Nagydíja (1939–1954)
| Év   | Magyar címe                                               | Eredeti címe                                              | Díjátvevő                                                 | Ország                                                    | Megjegyzés  |
| ---- | --------------------------------------------------------- | --------------------------------------------------------- | --------------------------------------------------------- | --------------------------------------------------------- | ----------- |
| 1939 | Acélkaraván                                               | Union Pacific                                             | Cecil B. DeMille                                          | Egyesült Államok                                          |             |
| 1946 | Örjöngés                                                  | Hets                                                      | Alf Sjöberg                                               | Svédország                                                |             |
| 1946 | Férfiszenvedély                                           | The Lost Weekend                                          | Billy Wilder                                              | Egyesült Államok                                          |             |
| 1946 | Vörös lesz a rét                                          | De røde enge                                              | Bodil Ipsen és Lau Lauritzen                              | Dánia                                                     |             |
| 1946 | –––                                                       | Neecha Nagar                                              | Chetan Anand                                              | India                                                     |             |
| 1946 | Késői találkozás                                          | Brief Encounter                                           | David Lean                                                | Egyesült Királyság                                        |             |
| 1946 | –––                                                       | María Candelaria (Xochimilco)                             | Emilio Fernández                                          | Mexikó                                                    |             |
| 1946 | Döntő fordulat                                            | Velikij perelom (Великий перелом)                         | Fridrih Markovics Ermler                                  | Szovjetunió                                               |             |
| 1946 | Elveszett boldogság                                       | La symphonie pastorale                                    | Jean Delannoy                                             | Franciaország                                             |             |
| 1946 | Utolsó pillanat                                           | Die Letzte Chance                                         | Leopold Lintberg                                          | Svájc                                                     |             |
| 1946 | Szárnynélküli emberek                                     | Muži bez křídel                                           | František Čáp                                             | Csehszlovákia                                             |             |
| 1946 | Róma, nyílt város                                         | Roma, città aperta                                        | Roberto Rossellini                                        | Olaszország                                               |             |
| 1947 | A fesztivál fődíját nem osztották ki.                     | A fesztivál fődíját nem osztották ki.                     | A fesztivál fődíját nem osztották ki.                     | A fesztivál fődíját nem osztották ki.                     |             |
| 1948 | A fesztivált pénzügyi nehézségek miatt nem rendezték meg. | A fesztivált pénzügyi nehézségek miatt nem rendezték meg. | A fesztivált pénzügyi nehézségek miatt nem rendezték meg. | A fesztivált pénzügyi nehézségek miatt nem rendezték meg. |             |
| 1949 | A harmadik ember                                          | The Third Man                                             | Carol Reed                                                | Nagy-Britannia                                            |             |
| 1950 | A fesztivált pénzügyi nehézségek miatt nem rendezték meg. | A fesztivált pénzügyi nehézségek miatt nem rendezték meg. | A fesztivált pénzügyi nehézségek miatt nem rendezték meg. | A fesztivált pénzügyi nehézségek miatt nem rendezték meg. |             |
| 1951 | Júlia kisasszony                                          | Fröken Julie                                              | Alf Sjöberg                                               | Svédország                                                | (megosztva) |
| 1951 | Csoda Milánóban                                           | Miracolo a Milano                                         | Vittorio De Sica                                          | Olaszország                                               | (megosztva) |
| 1952 | Othello, a velencei mór tragédiája                        | Othello: The Moor of Venice                               | Orson Welles                                              | Egyesült Államok                                          | (megosztva) |
| 1952 | Két krajcár reménység                                     | Due soldi di speranza                                     | Renato Castellani                                         | Olaszország                                               | (megosztva) |
| 1953 | A félelem bére                                            | Le salaire de la peur                                     | Henri-Georges Clouzot                                     | Franciaország                                             |             |
| 1954 | A pokol kapuja                                            | Dzsigokumon (地獄門)                                      | Kinugasza Teinoszuke                                      | Japán                                                     |             |

### Arany Pálma (1955–1963)
| Év   | Magyar címe           | Eredeti címe                    | Díjátvevő                            | Ország           | Megjegyzés  |
| ---- | --------------------- | ------------------------------- | ------------------------------------ | ---------------- | ----------- |
| 1955 | Marty                 | Marty                           | Delbert Mann                         | Egyesült Államok |             |
| 1956 | A csend világa        | Le monde du silence             | Jacques-Yves Cousteau és Louis Malle | Franciaország    |             |
| 1957 | Szemben az erőszakkal | Friendly Persuasion             | William Wyler                        | Egyesült Államok |             |
| 1958 | Szállnak a darvak     | Letjat zsuravli (Летят журавли) | Mihail Konsztantyinovics Kalatozov   | Szovjetunió      |             |
| 1959 | A fekete Orfeusz      | Orfeu Negro                     | Marcel Camus                         | Franciaország    |             |
| 1960 | Az édes élet          | La dolce vita                   | Federico Fellini                     | Olaszország      |             |
| 1961 | Ilyen hosszú távollét | Une aussi longue absence        | Henri Colpi                          | Franciaország    | (megosztva) |
| 1961 | Viridiana             | Viridiana                       | Luis Buñuel                          | Spanyolország    | (megosztva) |
| 1962 | Fogadalom             | O Pagador de Promessas          | Anselmo Duarte                       | Brazília         |             |
| 1963 | A párduc              | Il Gattopardo                   | Luchino Visconti                     | Olaszország      |             |

### A Nemzetközi Filmfesztivál Nagydíja (1964–1974)
| Év   | Magyar címe                                                 | Eredeti címe                                                | Díjátvevő                                                   | Ország                                                      | Megjegyzés  |
| ---- | ----------------------------------------------------------- | ----------------------------------------------------------- | ----------------------------------------------------------- | ----------------------------------------------------------- | ----------- |
| 1964 | Cherbourgi esernyők                                         | Les Parapluies de Cherbourg                                 | Jacques Demy                                                | Franciaország                                               |             |
| 1965 | A csábítás trükkje                                          | The Knack                                                   | Richard Lester                                              | Egyesült Királyság                                          |             |
| 1966 | Egy férfi és egy nő                                         | Un homme et une femme                                       | Claude Lelouch                                              | Franciaország                                               | (megosztva) |
| 1966 | Hölgyek és urak                                             | Signore és signori                                          | Pietro Germi                                                | Olaszország                                                 | (megosztva) |
| 1967 | Nagyítás                                                    | Blowup                                                      | Michelangelo Antonioni                                      | Egyesült Királyság                                          |             |
| 1968 | Az 1968. májusi zavargások miatt félbeszakadt a rendezvény. | Az 1968. májusi zavargások miatt félbeszakadt a rendezvény. | Az 1968. májusi zavargások miatt félbeszakadt a rendezvény. | Az 1968. májusi zavargások miatt félbeszakadt a rendezvény. |             |
| 1969 | Ha…                                                         | If….                                                        | Lindsay Anderson                                            | Egyesült Királyság                                          |             |
| 1970 | MASH                                                        | MASH                                                        | Robert Altman                                               | Egyesült Államok                                            |             |
| 1971 | A közvetítő                                                 | The Go-Between                                              | Joseph Losey                                                | Egyesült Királyság                                          |             |
| 1972 | A munkásosztály a Paradicsomba megy                         | La classe operaia va in paradiso                            | Elio Petri                                                  | Olaszország                                                 | (megosztva) |
| 1972 | A Mattei-ügy                                                | Il Caso Mattei                                              | Francesco Rosi                                              | Olaszország                                                 | (megosztva) |
| 1973 | A Lady sofőrje                                              | The Hireling                                                | Alan Bridges                                                | Egyesült Királyság                                          | (megosztva) |
| 1973 | Madárijesztő                                                | Scarecrow                                                   | Jerry Schatzberg                                            | Egyesült Államok                                            | (megosztva) |
| 1974 | Magánbeszélgetés                                            | The Conversation                                            | Francis Ford Coppola                                        | Egyesült Államok                                            |             |

### Arany Pálma (1975-től napjainkig)
| Év   | Magyar címe                                               | Eredeti címe                                     | Díjátvevő                                        | Ország                                           | Megjegyzés                                       |
| ---- | --------------------------------------------------------- | ------------------------------------------------ | ------------------------------------------------ | ------------------------------------------------ | ------------------------------------------------ |
| 1975 | Parázsló évek krónikája                                   | Chronique des années de braise                   | Mohammed Lakhdar-Hamina                          | Algéria                                          |                                                  |
| 1976 | Taxisofőr                                                 | Taxi Driver                                      | Martin Scorsese                                  | Egyesült Államok                                 |                                                  |
| 1977 | Apámuram                                                  | Padre padrone                                    | Paolo és Vittorio Taviani                        | Olaszország                                      |                                                  |
| 1978 | A facipő fája                                             | L'Albero degli zoccoli                           | Ermanno Olmi                                     | Olaszország                                      |                                                  |
| 1979 | Apokalipszis most                                         | Apocalypse Now                                   | Francis Ford Coppola                             | Egyesült Államok                                 | (megosztva)                                      |
| 1979 | A bádogdob                                                | Die Blechtrommel                                 | Volker Schlöndorff                               | NSZK                                             | (megosztva)                                      |
| 1980 | Mindhalálig zene                                          | All That Jazz                                    | Bob Fosse                                        | Egyesült Államok                                 | (megosztva)                                      |
| 1980 | Az árnyéklovas                                            | Kagemusa (影武者)                                | Kuroszava Akira                                  | Japán                                            | (megosztva)                                      |
| 1981 | A vasember                                                | Człowiek z żelaza                                | Andrzej Wajda                                    | Lengyelország                                    |                                                  |
| 1982 | Eltűntnek nyilvánítva                                     | Missing                                          | Costa-Gavras                                     | Egyesült Államok                                 | (megosztva)                                      |
| 1982 | Az út                                                     | Yol                                              | Yilmaz Güney                                     | Törökország                                      | (megosztva)                                      |
| 1983 | Narajama balladája                                        | Narajama-busi kó (楢山節考)                      | Imamura Sóhei                                    | Japán                                            |                                                  |
| 1984 | Párizs, Texas                                             | Paris, Texas                                     | Wim Wenders                                      | NSZK                                             |                                                  |
| 1985 | A papa szolgálati útra ment                               | Otac na službenom putu                           | Emir Kusturica                                   | Jugoszlávia                                      |                                                  |
| 1986 | A misszió                                                 | The Mission                                      | Roland Joffé                                     | Egyesült Királyság                               |                                                  |
| 1987 | A Sátán árnyékában                                        | Sous le soleil de Satan                          | Maurice Pialat                                   | Franciaország                                    |                                                  |
| 1988 | Hódító Pelle                                              | Pelle erobreren                                  | Bille August                                     | Dánia                                            |                                                  |
| 1989 | Szex, hazugság, videó                                     | Sex, Lies, and Videotape                         | Steven Soderbergh                                | Egyesült Államok                                 |                                                  |
| 1990 | Veszett a világ                                           | Wild at Heart                                    | David Lynch                                      | Egyesült Államok                                 |                                                  |
| 1991 | Hollywoodi lidércnyomás                                   | Barton Fink                                      | Joel és Ethan Coen                               | Egyesült Államok                                 |                                                  |
| 1992 | Legjobb szándékok                                         | Den goda viljan                                  | Bille August                                     | Dánia                                            |                                                  |
| 1993 | Isten veled, ágyasom!                                     | Bàwáng Bié Jī (霸王別姬, Pavang pie csi)         | Chén Kǎigē (Csen Kaj-ko)                         | Kína                                             | (megosztva)                                      |
| 1993 | Zongoralecke                                              | The Piano                                        | Jane Campion                                     | Új-Zéland                                        | (megosztva)                                      |
| 1994 | Ponyvaregény                                              | Pulp Ficton                                      | Quentin Tarantino                                | Egyesült Államok                                 |                                                  |
| 1995 | Underground                                               | Underground                                      | Emir Kusturica                                   | Szerbia                                          |                                                  |
| 1996 | Titkok és hazugságok                                      | Secrets & Lies                                   | Mike Leigh                                       | Egyesült Királyság                               |                                                  |
| 1997 | A cseresznye íze                                          | Ta'm-e gīlās (طعم گيلاس)                         | Abbasz Kiarosztami                               | Irán                                             | (megosztva)                                      |
| 1997 | Az angolna                                                | Unagi (うなぎ)                                   | Imamura Sóhei                                    | Japán                                            | (megosztva)                                      |
| 1998 | Az örökkévalóság meg egy nap                              | Mia aioniotita kai mia mera                      | Theo Angelopoulos                                | Görögország                                      |                                                  |
| 1999 | Rosetta                                                   | Rosetta                                          | Jean-Pierre és Luc Dardenne                      | Belgium                                          |                                                  |
| 2000 | Táncos a sötétben                                         | Dancer in the Dark                               | Lars von Trier                                   | Dánia                                            |                                                  |
| 2001 | A fiú szobája                                             | La stanza del figlio                             | Nanni Moretti                                    | Olaszország                                      |                                                  |
| 2002 | A zongorista                                              | The Pianist                                      | Roman Polański                                   | Franciaország                                    |                                                  |
| 2003 | Elefánt                                                   | Elephant                                         | Gus Van Sant                                     | Egyesült Államok                                 |                                                  |
| 2004 | Fahrenheit 9/11                                           | Fahrenheit 9/11                                  | Michael Moore                                    | Egyesült Államok                                 |                                                  |
| 2005 | A gyermek                                                 | L'enfant                                         | Jean-Pierre és Luc Dardenne                      | Belgium                                          |                                                  |
| 2006 | Felkavar a szél                                           | The Wind That Shakes the Barley                  | Ken Loach                                        | Egyesült Királyság                               |                                                  |
| 2007 | 4 hónap, 3 hét, 2 nap                                     | 4 luni, 3 săptămâni şi 2 zile                    | Cristian Mungiu                                  | Románia                                          |                                                  |
| 2008 | Az osztály                                                | Entre les murs                                   | Laurent Cantet                                   | Franciaország                                    |                                                  |
| 2009 | A fehér szalag                                            | Das weiße Band                                   | Michael Haneke                                   | Ausztria                                         |                                                  |
| 2010 | Boonmee bácsi, aki képes visszaemlékezni korábbi életeire | Loong Boonmee Raleuk Chat                        | Apichatpong Weerasethakul                        | Thaiföld                                         |                                                  |
| 2011 | Az élet fája                                              | The Tree of Life                                 | Terrence Malick                                  | Egyesült Államok                                 |                                                  |
| 2012 | Szerelem                                                  | Amour                                            | Michael Haneke                                   | Ausztria                                         |                                                  |
| 2013 | Adèle élete – 1–2. fejezet                                | La vie d'Adèle                                   | Abdellatif Kechiche                              | Franciaország                                    |                                                  |
| 2014 | Téli álom                                                 | Kış Uykusu                                       | Nuri Bilge Ceylan                                | Törökország                                      |                                                  |
| 2015 | Dheepan – Egy menekült története                          | Dheepan                                          | Jacques Audiard                                  | Franciaország                                    |                                                  |
| 2016 | Én, Daniel Blake                                          | I, Daniel Blake                                  | Ken Loach                                        | Egyesült Királyság                               |                                                  |
| 2017 | A négyzet                                                 | The Square                                       | Ruben Östlund                                    | Svédország                                       |                                                  |
| 2018 | Bolti tolvajok                                            | Manbiki kazoku (万引き家族)                      | Koreeda Hirokazu                                 | Japán                                            | [ * 1 ]                                          |
| 2019 | Élősködők                                                 | Kiszengcshung (기생충, Gisaengchung)             | Pong Dzsunho (Bong Joon-ho)                      | Dél-Korea                                        | [ * 2 ]                                          |
| 2020 | A Covid19-pandémia miatt nem osztottak ki díjat.          | A Covid19-pandémia miatt nem osztottak ki díjat. | A Covid19-pandémia miatt nem osztottak ki díjat. | A Covid19-pandémia miatt nem osztottak ki díjat. | A Covid19-pandémia miatt nem osztottak ki díjat. |
| 2021 | Titán                                                     | Titane                                           | Julia Ducournau                                  | Franciaország                                    | [ * 3 ]                                          |
| 2022 | A szomorúság háromszöge                                   | Triangle of Sadness                              | Ruben Östlund                                    | Svédország                                       | [ * 4 ]                                          |
| 2023 | Egy zuhanás anatómiája                                    | Anatomie d'une chute                             | Justine Triet                                    | Franciaország                                    | [ * 5 ]                                          |
| 2024 | Anora                                                     | Anora                                            | Sean Baker                                       | Egyesült Államok                                 | [ * 6 ]                                          |
| 2025 |                                                           | Un simple accident (یک تصادف ساده)               | Jafar Panahi                                     | Irán                                             |                                                  |

## Különleges Arany Pálma
A 2018-ban a Cannes-i fesztivál vezetése első alkalommal ítélt oda Különleges Arany Pálmát (Palme d'or spéciale) egy alkotásnak.
| Év   | Magyar címe | Eredeti címe     | Díjátvevő       | Ország | Megjegyzés |
| ---- | ----------- | ---------------- | --------------- | ------ | ---------- |
| 2018 | Képes könyv | Le livre d’image | Jean-Luc Godard | Svájc  | [ * 1 ]    |